# Iola, Wisconsin
Iola är en ort i Waupaca County i delstaten Wisconsin, USA.